# Johan Frederik van Palts-Hilpoltstein

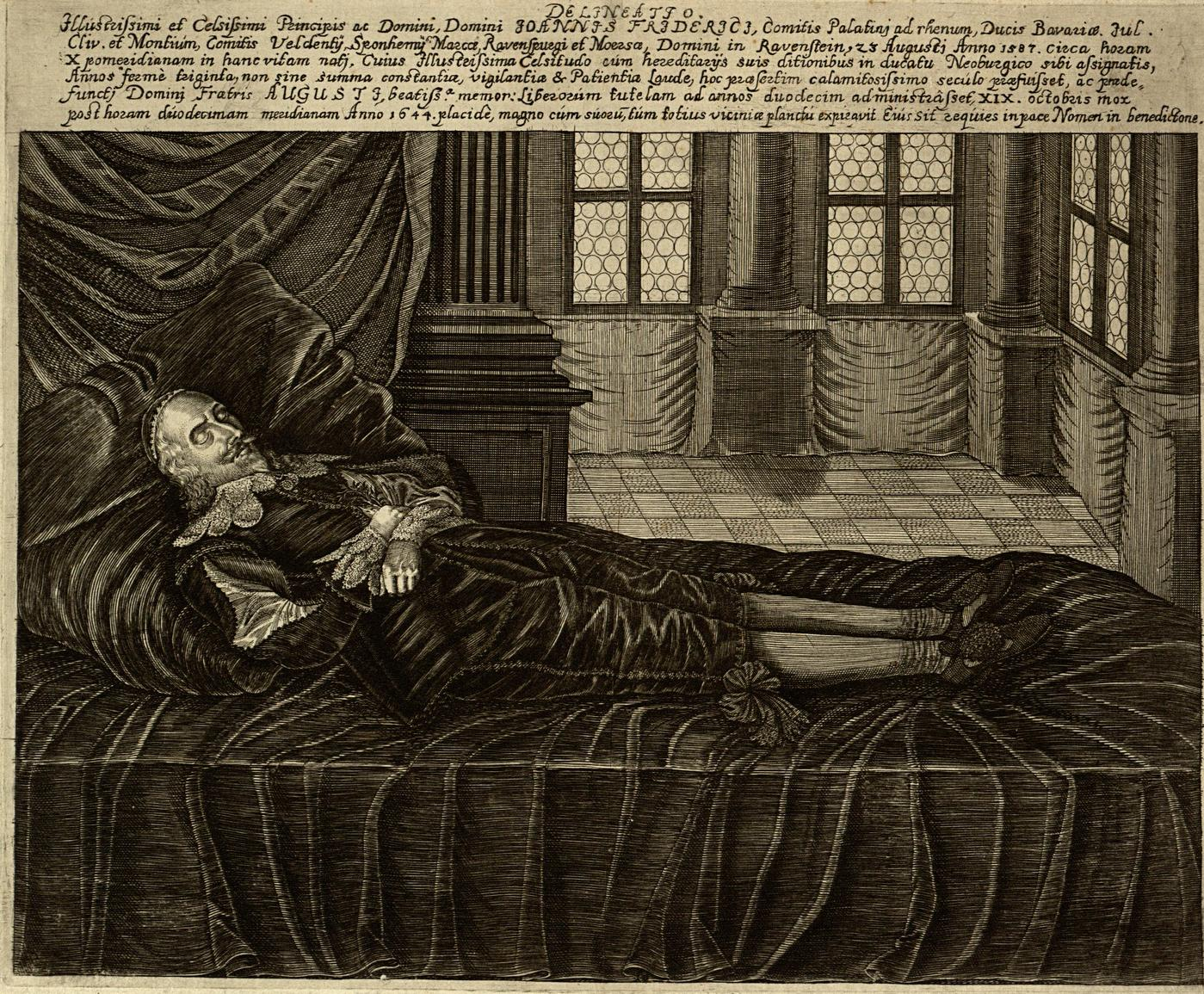
Kopergravure van Johan Frederik op zijn sterfbed.

Johan Frederik (Neuburg an der Donau, 23 augustus 1587 - Hilpoltstein, 19 oktober 1644) was van 1615 tot zijn dood vorst van Palts-Hilpoltstein. Johan Frederik was de jongste zoon van Filips Lodewijk van Palts-Neuburg en Anna van Kleef. Hij stamde uit het huis Palts-Neuburg, een zijlinie van het huis Wittelsbach.

## Biografie
Filips Lodewijk, Johan Willems vader, had in zijn testament vastgelegd dat het vorstendom Palts-Neuburg na zijn dood onder zijn zonen verdeeld moest worden. Toen hij op 22 augustus 1614 stierf, volgde zijn oudste zoon Wolfgang Willem hem tijdelijk alleen op. Toen het testament in 1615 werd afgewikkeld, behield hij het grootste gedeelte van het vorstendom.
August kreeg Palts-Sulzbach en Johan Frederik kreeg Palts-Hilpoltstein. Naast Hilpoltstein zelf lagen ook Heideck en Allersberg in Johan Frederiks nieuwe vorstendom. De gebieden van August en Johan Frederik waren niet volledig zelfstandig: Wolfgang Willem behield de territoriale soevereiniteit.
Wolfgang Willem bekeerde zich in 1613 tot het katholicisme, terwijl Johan Frederik en August luthers bleven. Wolfgang Willem stelde dat het recht om het geloof van zijn onderdanen te bepalen (Cuius regio, eius religio), vanwege de bij hem berustende territoriale soevereiniteit bij hem was gebleven. Johan Frederik verzette zich hiertegen, maar in 1627, tijdens de Dertigjarige Oorlog, liet Wolfgang Willem Palts-Hilpoltstein bezetten en voerde de Contrareformatie door. Alleen in Johan Frederiks hofkerk bleef de lutherse dienst toegestaan.
In 1619 liet Johan Frederik een nieuw kasteel bouwen in Hilpoltstein, waar hij zijn residentie vestigde. Zijn kinderen uit zijn huwelijk met Sophia Agnes van Hessen-Darmstadt stierven jong, waardoor Johan Frederik zonder erfgenamen overleed. Na zijn dood in 1644 werd zijn vorstendom herenigd met Palts-Neuburg. Johan Frederik ligt begraven in de Sint-Maartenskerk in Lauingen.

## Huwelijk en kinderen
Johan Frederik trouwde in 1624 in Darmstadt met Sophia Agnes van Hessen-Darmstadt, een dochter van Lodewijk V van Hessen-Darmstadt. Het paar kreeg acht kinderen, die geen van allen ouder werden dan drie jaar:
- Anna Louise (1626–1627)
- Maria van Magdalena (1628–1629)
- Filips Lodewijk (1629–1632)
- Johan Frederik (1630)
- Dochter (1631)
- Maria Eleonora (1632)
- Johanna Sophia (1635–1636)
- Anna Magdalena (1638)